# Ukrzyżowanie Monda
Ukrzyżowanie Monda (również: Ukrzyżowanie z dwoma aniołami, Matką Bożą oraz ze świętymi: Marią Magdaleną, Janem Ewangelistą i Hieronimem) – obraz olejny Rafaela namalowany w latach 1502–1503 lub 1503–1504. Znajduje się w zbiorach National Gallery w Londynie.
Obraz przedstawia ukrzyżowanego Chrystusa w towarzystwie aniołów i świętych. Dwa anioły unoszą się obok Chrystusa, w dłoniach trzymają kielichy z przelaną krwią Zbawiciela, symbolizują pierwszą i ostatnią literę alfabetu greckiego (alfę i omegę). Słońce i Księżyc symbolizują początek i koniec wszechrzeczy. Na dole po lewej stronie znajdują się Matka Boża i Jan Ewangelista, po prawej Święty Hieronim i Maria Magdalena. Wszystkie te postacie adorują ukrzyżowanego. U stóp krzyża znajduje się podpis Rafaela.
Jest to jedno z najwcześniejszych dzieł Rafaela. Obraz został namalowany na zlecenie rodziny Gavarich do ich rodowej kaplicy w kościele Świętego Dominika w Città di Castello. Giorgio Vasari w Żywotach najsławniejszych malarzy, rzeźbiarzy i architektów podaje, że autorstwo obrazu było często przypisywane Peruginowi, jednak faktycznym autorem obrazu był Rafael, o czym ma świadczyć podpis autora.